# Де Монтањ (Квебек)
Де Монтањ (фр. Deux-Montagnes) је град у Канади у покрајини Квебек. Према резултатима пописа 2011. у граду је живело 17.552 становника.

## Становништво
Према резултатима пописа становништва из 2011. у граду је живело 17.552 становника, што је за 0,9% више у односу на попис из 2006. када је регистровано 17.402 житеља.
| 2006.  | 2011.  |
| ------ | ------ |
| 17.402 | 17.552 |